# Rupat
Rupat (en indonesio: Pulau Rupat) es una isla en el estrecho de Malaca, en la provincia de Riau, Indonesia. Se encuentra justo al lado de la costa oriental de Sumatra, a lo largo de la ciudad de Dumai, cerca del estrecho de Rupat (Selat Rupat). Su superficie es de 1.490 km². Con una población de unos 30.000 habitantes, la isla está escasamente poblada, con una densidad poblacional de 20 personas por km².
Rupat es una isla más o menos circular y plana, con una circunferencia de 154 km  en el oeste de Indonesia y un diámetro de unos 50 km. Administrativamente, la isla pertenece al distrito (Kabupaten) de Bengkalis en la provincia de Riau y se compone de dos subdistritos (Kecamatan) Rupat en el sur y Utara Rupat en el norte Los dos asentamientos más importantes de la isla y de los respectivos subdistritos, son Batu Panjang en el sur y en la costa norte Tanjung Medang.